# 细交链孢菌酮酸
细交链孢菌酮酸（英語：Tenuazonic acid）是一种有机化合物，化学式C10H15NO3，可见于Alternaria alternata、Alternaria tenuis、Pyricularia oryzae等物种。